# Føderalt distrikt
Et føderalt distrikt, også benævnt forbundsdistrikt, er et område, som er del af en forbundsstat, men som ikke hører til nogen af delstaterne.
For at ingen delstat skal få for stor indflydelse på forbundshovedstadens anliggender, ligger denne i en række stater i et forbundsdistrikt:
- Argentina: Buenos Aires
- Australien: Canberra
- Brasilien: Brasília
- Indien: New Delhi
- Mexico: Det Føderale Distrikt
- Pakistan: Islamabad (i Islamabad Capital Territory)
- Rusland er underdelt i syv føderale distrikter
- USA: Washington, DC
- Venezuela: Caracas

Historisk set svarer disse områder til de såkaldte "rigsumiddelbare byer" i det tysk-romerske rige: Hamburg, Bremen og flere andre.